# Żyły zasłonowe

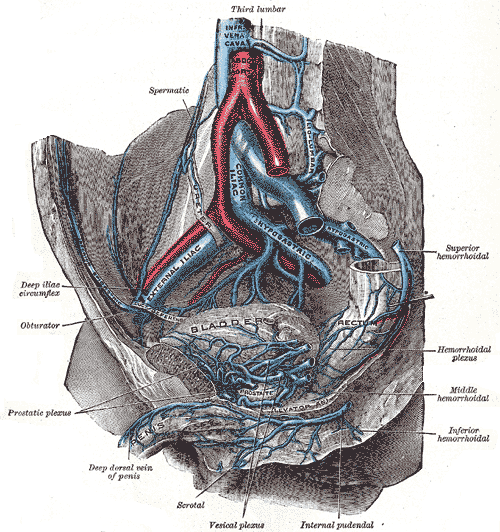
Żyły prawej połowy miednicy mężczyzny. Żyła zasłonowa pidpisana obturator

Żyły zasłonowe (łac. venae obturatoriae) – w anatomii człowieka pnie żylne rozpoczynające się w  mięśniach przywodzicielach uda i uchodzące do żyły biodrowej wewnętrznej. 

## Przebieg
Żyły zasłonowe częściowo podwójnie towarzyszą tętnicy zasłonowej i wchodzą do miednicy mniejszej przez otwór przedni kanału zasłonowego biegnąc skośnie ku górze i tyłowi po bocznej ścianie miednicy pomiędzy moczowodem i tętnicą biodrową wewnętrzną. Po połączeniu w jeden pień uchodzą do żyły biodrowej wewnętrznej. 

## Odmiany
- może uchodzić do żyły biodrowej zewnętrznej

## Zespolenia
Przed przejściem przez kanał zasłonowy:
- żyły przyśrodkowe okalające udo i poprzez nie z żyłą głęboką uda

Po przejściu przez kanał zasłonowy:
- żyła biodrowa zewnętrzna

## Zastawki
Żyły zasłonowe mają zastawki, szczególnie w odcinku zewnątrzmiedniczym. 

## Żylny wieniec śmierci
W przypadku ujścia żył zasłonowych do żyły biodrowej zewnętrznej przebiegają one na powierzchni tylnej więzadla rozstępowego lub w jego pobliżu, jako zespolenie dużych naczyń żylnych niewidoczne z zewnątrz. Podczas zabiegu operacyjnego przepukliny udowej operujący chirurg może bardzo łatwo uszkodzić to naczynie żylne, powodując bardzo trudny do opanowania krwotok. 